# Dümptener Füchse
Die Dümptener Füchse sind eine Floorball-Mannschaft in Mülheim an der Ruhr und spielen in der  2. Bundesliga.

## Geschichte
Ursprünglich schlossen sich im Jahr 1996 einige Sportler zusammen und gründeten gemeinsam den Verein, um Volleyball zu spielen. Fünf Jahre später, im Jahr 2001, folgte dann die Abteilung Unihockey. Ein Jahr später folgte der erste Juniorenspieltag. Der Beitritt 2006 in den Nordrhein-Westfälischen Floorball Verband führte zu wesentlichen Fortschritten in der Jugendarbeit und wurde 2009 mit dem Gewinn der Deutschen U17 Meisterschaft auf dem Kleinfeld belohnt. 2012 gelang dann der Aufstieg in die 2. Bundesliga. Die Damen spielen seit der Saison 2017/18 in der Damen-Bundesliga.

## Erfolge

### Herren
Großfeld:
- 5 × Zweitligavizemeister: 2014
- 1 × NRW-Landesmeister: 2012
- 2 × FD-Pokal Achtelfinale: 2011/12 und 2013/14

Kleinfeld:
- 1 × Verbandsliga NRW Meister: 2010

### Damen
Großfeld:
- 3 × Deutscher Meister: 2022, 2023 und 2024
- 1 × Deutscher Pokalsieger: 2023
- 5 × FD-Pokal Final4-Teilnehmer: 2016, 2017, 2018, 2020 und 2023

Kleinfeld:
- 4 × Deutscher Meister: 2016, 2019, 2022 und 2023
- 1 × Deutscher Vizemeister: 2018

### Junioren
U17-Junioren:
- 1 × Deutscher Meister (Kleinfeld): 2009

### Juniorinnen
U17-Juniorinnen (Kleinfeld):
- 3 × Deutscher Meister: 2015, 2016 und 2023

U16-Juniorinnen (Kleinfeld):
- 1 × Deutscher Meister: 2014

U15-Juniorinnen (Kleinfeld):
- 1 × Deutscher Vizemeister: 2022

## Spieler bei Weltmeisterschaften
- U19-Junioren-B-WM 2009 (Bronze mit der deutschen U19-Nationalmannschaft): Kevin Buckermann
- U19-Junioren-B-WM 2015 (B-Vizeweltmeister mit der deutschen U19-Nationalmannschaft): Jan Niklas Buckermann
- U19-Juniorinnen-B-WM 2016 (B-Weltmeister mit der deutschen U19-Nationalmannschaft):Lena Best (inkl. Topscorerin) und Lea Hübel
- Herren-WM 2016 (7. Platz mit der deutschen Nationalmannschaft): Jan Niklas Buckermann
- Damen-WM 2017 (10. Platz mit der deutschen Nationalmannschaft): Lena Best
- U19-Juniorinnen-WM 2018 (7. Platz mit der deutschen U19-Nationalmannschaft): Lena Best, Jana Baccus, Jana Bornemann, Madelyn Castillo Lantigua und Winona Jürgens, sowie Kevin Buckermann (als Co-Trainer) und Monika Best (als Teambetreuerin)
- U19-Juniorinnen-WM 2021 (8. Platz mit der deutschen U19-Nationalmannschaft): Lena Baccus, sowie Kevin Buckermann (als Co-Trainer)
- Damen-WM 2021 (10. Platz mit der deutschen Nationalmannschaft): Jana Baccus, Lena Best, Marisol Varona Beitz, Janika Willingmann und Winona Jürgens